# アル＝アラビーヤ
アル＝アラビーヤ （アラビア語: قناة العربية、al-Arabiya）は、アラブ首長国連邦のドバイに本部を置くアラビア語国際ニュース衛星放送。2003年設立。
同じくアラブ首長国連邦に本部を置く英資本の衛星放送MBCの傘下。アルジャジーラとならび、アラブ世界全域かつほぼ全世界のアラブ人に視聴されている代表的国際放送である。

## 概要
サウジアラビア政府・企業がMBCに多額の出資を行っていることから、そしてアル＝アラビーヤが「サウジアラビアやその友好国に不都合な情報を伝えない」ことからも、サウジアラビア政府・企業に支援された放送と見なされている。カタールに本部を置くアラビア語国際ニュース衛星放送アル・ジャジーラの自由な報道姿勢に警戒感を覚えたサウジ政府が、それに対抗して立ち上げたチャンネルという説もある。
ヨルダンの元情報相による提唱を受けて設立され、その後サウジ系アラブ国際紙『アッシャルクル・アウサト』の編集長が取締役に就任した。
MBCのオーナーは2005年に「アル＝アラビーヤはアル＝ジャジーラのより穏健な代替であり、その目標はCNNがFOXニュースに対してとる、叫ぶように主張されるような意見ではなく、静かで報道を専門とするメディアの実行者としての立場をアル＝ジャジーラに対してとるものである。」と発言している。
米政府高官はアラビア語テレビ放送への出演先としてアル＝アラビーヤを選んでいる。ジョージ・W・ブッシュは記者をホワイトハウスの大統領執務室に招待して独占インタビューに応じており、バラク・オバマが2008年に世界の他のメディアに先駆けてインタビューに応じたのもアル＝アラビーヤであった。
しかし、報道傾向が完全に「米寄り」であるとは言えない。イラク・ファルージャでの米兵殺害事件の映像を放送して米当局の非難を受けたこともある。ただ、アル＝ジャジーラに比べアメリカや親米諸国に対する姿勢が穏やかであることは確かである。2004年から2006年にかけて同局の記者・特派員がイラクで米軍の攻撃などにより殺害されている。
人気番組には、レバノン出身の女性キャスターが大物政治家に率直なインタビューを行う「パノラマ」(Banorama)がある。
また、アル・ジャジーラ（カタール）のキャスターやリポータが頑なな文語アラビア語（フスハー）で話すのに対し、アル＝アラビーヤでは少し口語アラビア語（アーンミーヤ）がかったフスハーが用いられることが多い。

## 日本での視聴方法
公式サイトである「アル＝アラビーヤ・ネット」(Alarabiya.net)にて無料でライブ放送を視聴できる。またYouTubeにもチャンネルがあり、高画質生放送や録画を見ることができる。